# Valerianella umbilicata
Valerianella umbilicata är en kaprifolväxtart som först beskrevs av Sullivant, och fick sitt nu gällande namn av Wood. Valerianella umbilicata ingår i släktet klynnen, och familjen kaprifolväxter. Inga underarter finns listade i Catalogue of Life.